# ألعاب مكابيه 1932

شعار ألعاب مكابيه 1932.

ألعاب مكابيه 1932 أو ألعاب مكابيه الأولى (وتعرف أيضا باسم ألعاب مكابيه  أو أولمبياد الحصان الأبيض ) (بالعبرية: המכביה הראשונה أو بالعبرية: המכביאדה ) كانت الدورة الأولى من ألعاب مكابيه، وعقدت في فلسطين أيام الانتداب البريطاني على فلسطين من 28 مارس - 2 أبريل عام 1932. صادفت دورة الألعاب الذكرى السنوية الـ 1800 من ثورة بار كوخبا هو التمرد الرئيسي الثالث من قبل اليهود ضد الامبراطورية الرومانية. على الرغم من العديد من العقبات والنكسات التي واجهت الألعاب، الا ان الدورة لاقت نجاحا كبيرا.

## الفعاليات
أقيمت في ألعاب مكابيه 1932 ستة عشر حدث رياضي وهي:
| - ألعاب القوى - الجمباز - السباحة - كرة القدم - كرة الطائرة - المصارعة | - سباقات المضمار والميدان - رمي القرص - رمي الكرة الحديدية - رمي الرمح - القفز العالي - الفقز الطويل - ركوب الدرجات | - المبارزة - الترياتلون - كرة الماء |

## الدول التي شاركت
| - النمسا - أستراليا - بلغاريا - بلجيكا - كندا - تشيكوسلوفاكيا - دانزيغ - الدنمارك - إستونيا - مصر - Eretz Yisrael - فرنسا | - ألمانيا - اليونان - هنغاريا - لاتفيا - لبنان - ليتوانيا - هولندا - بولندا - رومانيا - سوريا - سويسرا - تونس | - المملكة المتحدة - الولايات المتحدة (15) - يوغوسلافيا |

## سجل الميداليات
| الترتيب | منتخب            | ذهبية | فضية | برونزية | المجموع |
| ------- | ---------------- | ----- | ---- | ------- | ------- |
| 1       | بولندا           | -     | -    | -       | -       |
| 2       | النمسا           | -     | -    | -       | -       |
| 3       | الولايات المتحدة | 12    | -    | -       | -       |
| 4       | تشيكوسلوفاكيا    | -     | -    | -       | -       |
| 5       | Eretz Yisrael    | 1     | -    | -       | -       |
| 6       | مصر              | -     | -    | -       | -       |